# I Like to Watch
«I Like to Watch» (с англ. — «Мне нравится смотреть» / «Я хочу посмотреть») — американский веб-сериал производства Netflix, транслирующийся на YouTube с 21 ноября 2019 года. Ведущими являются дрэг-квин Катя Замолодчикова и Трикси Маттел. Формат передачи схож с другими шоу, которые ведут королевы — «UNHhhh» и «Шоу Трикси и Кати», но здесь они обсуждают новые сериалы Netflix.

## Производство и релиз
«I Like To Watch» был создан в рамках кампании Prism от Netflix, инициативы по производству большего количества ЛГБТК-контента для стримингового сервиса. Трикси и Катя впервые появились вместе в качестве конкурсантов на седьмом сезоне шоу «Королевские гонки Ру Пола», а также продолжают появляться в ряде проектов, включая веб-сериалы «UNHhhh» и «Шоу Трикси и Кати». Сериал был впервые упомянут в Instagram Трикси 20 ноября 2019 года, а первый эпизод сериала был выпущен на следующий день.

## Список эпизодов

### 1 сезон
| № | Обозреваемый сериал                                                   | Премьера       |
| - | --------------------------------------------------------------------- | -------------- |
| 1 | «Корона» «The Crown»                                                  | 21 ноября 2019 |
| 2 | «Рыцарь перед Рождеством» «The Knight Before Christmas»               | 27 ноября 2019 |
| 3 | «Струны души Долли Партон» «Dolly Parton’s Heartstrings»              | 6 декабря 2019 |
| 4 | «Цепляясь за лёд» «Spinning Out»                                      | 11 января 2020 |
| 5 | «ЭйДжей и королева» «AJ and the Queen»                                | 18 января 2020 |
| 6 | «Сфера» «The Circle»                                                  | 31 января 2020 |
| 7 | «Леденящие душу приключения Сабрины» «Chilling Adventures of Sabrina» | 8 февраля 2020 |
| 8 | «Свечение» «Glow Up»                                                  | 1 марта 2020   |
| 9 | «Секс: Разъяснения» «Sex, Explained»                                  | 21 марта 2020  |

### 2 сезон
| № | Обозреваемый сериал                                | Премьера     |
| - | -------------------------------------------------- | ------------ |
| 1 | «Слишком горячо, чтоб устоять» «Too Hot to Handle» | 23 мая 2020  |
| 2 | «Король Тигров» «Tiger King»                       | 27 июня 2020 |

## Отзывы критиков
Программа была положительно воспринята критиками. В обзоре первого эпизода ревьюер сайта Pajiba отметил: «Когда Трикси и Катя объединяют силы, то это обязательно смесь причудливости, странности и опьяняющей похабности, эти двое чувствуют себя как пара коктейлей Absolut Vodka». Сериал также получил положительные отзывы от изданий Out, PinkNews, и NewNowNext и The New York Times.

## I Like To Watch UK
Британская версия шоу, которая стала выходить с марта 2020 года на канале Netflix UK & Ireland на YouTube. Ведущими стали участницы первого сезона британской версии «Гонок» Бага Чипс и Вивьенн.

### Список эпизодов
| № | Обозреваемый сериал                                                                | Премьера       |
| - | ---------------------------------------------------------------------------------- | -------------- |
| 1 | «Половое воспитание» «Sex Education»                                               | 25 марта 2020  |
| 2 | «Любовь слепа» «Love Is Blind»                                                     | 1 апреля 2020  |
| 3 | «Король тигров: Убийство, хаос и безумие» «Tiger King: Murder, Mayhem and Madness» | 8 апреля 2020  |
| 4 | «The Stranger» «Незнакомец»                                                        | 15 апреля 2020 |
| 5 | «Лучшие моменты (+ Бонус)»                                                         | 15 мая 2020    |